# Мур, Чарльз (ботаник)
Чарльз Мур (англ. Charles Moore, 10 мая 1820 — 30 апреля 1905) — британский (шотландский) и австралийский ботаник.

## Биография
Чарльз Мур родился в городе Данди 10 мая 1820 года.
14 января 1848 года Мур прибыл в Сидней. Он нашёл заброшенные сады и получил указание восстановить их, не нарушая рекреационную ценность. В 1850 году Мур привёз образцы с островов Новые Гебриды, Соломоновых и Новой Каледонии. Он был коллекционером горных растений Новой Каледонии и в течение многих лет возглавлял Королевские ботанические сады в Сиднее.
Чарльз Мур умер в Сиднее 30 апреля 1905 года.

## Научная деятельность
Чарльз Мур специализировался на семенных растениях.

## Почести
Фердинанд Мюллер назвал в его честь девятнадцать видов.